# جيمس برانش كابل
جيمس برانش كابل (بالإنجليزية: James Branch Cabell)‏ (1879 – 1958) روائي أمريكي، اشتغل بالصحافة والحفر في المناجم، وبدأ بروايات تمتاز بذاتية واضحة، تخيل بلداً في القرون الوسطى اسمه (بواكتسمة) وجعله مسرحاً لرواياته.                 كان أول كتاب له «ظل النسر» عام 1904، وفي العام الذي يليه بدأ بكتابة «الجرأة والإقدام» الذي صدر عام1907.                بدأت شهرة كابل عندما كتب رواية «جيرجن»، وأنتج سلسلة مكونة من ثمانية عشر مجلد أسماها «سيرة حياة مانويل». في عام 1930 اتجه نحو الرواية الساخرة، وله مقالات نقدية عديدة.                                     

## أعماله الروائية
- خط الحب (1905).
- حبال الغرور (1909).
- الفروسية (1909).
- دومني (1913).
- برشام في عنق الجد (1915).
- وراء الحياة (1919).
- جيرجن (1919).[3]
- دعني أرقد هنا (1947).
- كان لهاملت عم (1940).
- كان هناك قرصان (1946).
- دعني أكذب (1947).
- المرأة الساحرة: ثلاثية عنها (1948).
- الابن العزيز للشيطان (1949).
- هادئ، من فضلك (1952).
- كما أتذكر ذلك (1955).[4]

## المناصب التي تولاها
- عالم أنساب لأبناء الثورة الأمريكية.
- عضو في العائلات الأولى في فرجينيا وجمعية سينسيناتي والأخويات.
- مؤرخ لجمعية الحروب الاستعمارية في ولاية فرجينيا.
- محرر للجنة تاريخ حرب فرجينيا التي نشرت سجلات عن مشاركة فرجينيا في الحرب العالمية الأولى.
- عمل محررا لصحيفة أدبية.[4]

## وفاته
توفي بسبب نزيف دماغي في منزله.
روابط خارجية
- جيمس برانش كابل على موقع الموسوعة البريطانية (الإنجليزية)
- جيمس برانش كابل على موقع قاعدة بيانات برودواي على الإنترنت (الإنجليزية)
- جيمس برانش كابل على موقع إن إن دي بي (الإنجليزية)